# Wizna
Wizna (em polonês/polaco: Wizna; em russo: Визна, transl. Wizna) é uma aldeia localizada no distrito administrativo de comuna de Wizna, no condado de  Łomża, na voivodia da Podláquia, no nordeste da Polônia. Está aproximadamente 6 quilômetros a oeste de Łomża e 47 quilômetros a sul da capital regional, Białystok.